# Pardosa sinistra
Pardosa sinistra là một loài nhện trong họ Lycosidae.
Loài này thuộc chi Pardosa. Pardosa sinistra được Tord Tamerlan Teodor Thorell miêu tả năm 1877.